# Esclavos de María y de los Pobres

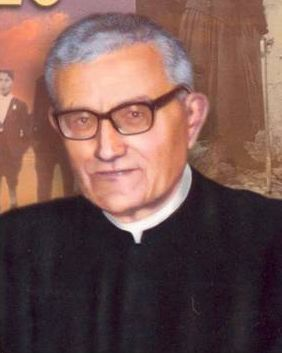
El padre Leocadio Galán Barrena

Los Esclavos de María y de los Pobres son una congregación religiosa española de derecho diocesano fundada en 1939 por el sacerdote Leocadio Galán Barrena en la localidad cacereña de Alcuéscar.
Los fundamentos que sustenta la congregación son:
- La Iglesia: "Nada sin Ella".

- La Eucaristía: "La vida del Esclavo, una Misa hecha vida".

- La Virgen: "A Jesús por María, para los Pobres".

- Los Pobres: "Soy Esclavo, María es mi Ama y los Pobres mi Señor".

Su apostolado se centra en la práctica de las obras de misericordia en núcleos rurales como pueden ser la acogida de niños necesitados, personas enfermas, deficientes y ancianos desamparados. También aceptan la titularidad de parroquias a petición de los Obispos y la dirección espiritual de religiosas.

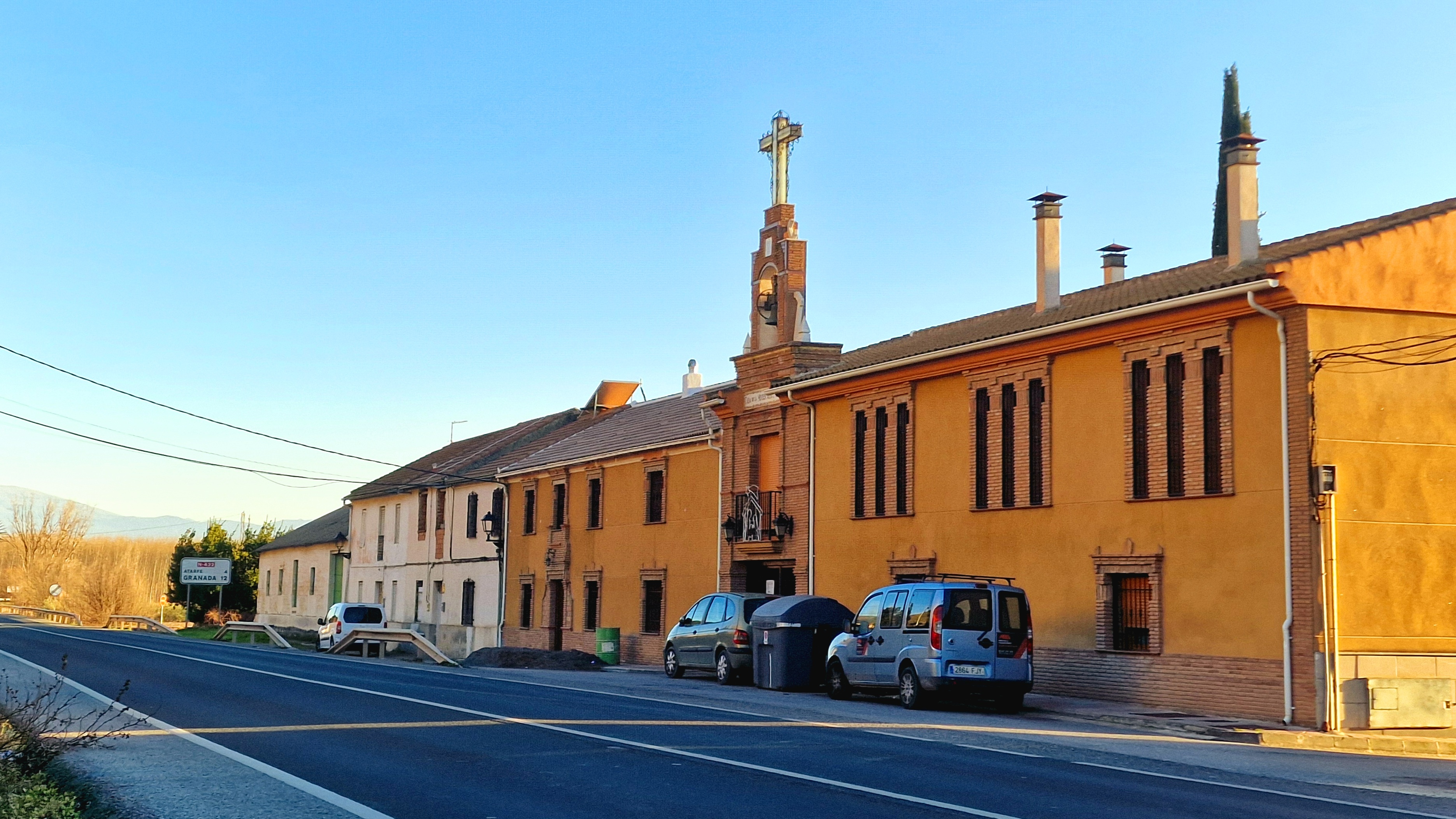
Casa de la Misericordia San Gabriel, en Cantarrana-Buenavista

Regentan cinco Casas de Misericordia y cinco parroquias en España:
- Alcuéscar (Cáceres) - casa madre.
- Calamonte (Badajoz)
- Cantarrana-Buenavista (Granada)
- Pinofranqueado (Cáceres)
- Torrijos (Toledo)